# Burmeistera cylindrocarpa
Burmeistera cylindrocarpa är en klockväxtart som beskrevs av Alexander Zahlbruckner. Burmeistera cylindrocarpa ingår i släktet Burmeistera och familjen klockväxter. IUCN kategoriserar arten globalt som sårbar. Inga underarter finns listade i Catalogue of Life.